# Castelvieto
Castelvieto è una frazione del comune di Corciano (PG).
Il paese sorge ai piedi dell'antico castello che dà il nome al paese, situato a 354 m s.l.m., in posizione dominante sulle valli dei torrenti Carpine (in direzione di Magione) e Caina (in direzione di Perugia).

## Storia
Il paese nasce in epoca romana con il nome di "Pieve Tiviana".
Il nome attuale discende dal toponimo Castrum Vetus, castello appartenente al contado della perugina Porta Santa Susanna.
Nel 1398 viene occupato da Braccio da Montone e l'anno successivo riconquistato dai popolani di Perugia; Braccio lo riconquisterà in seguito, tanto che poi dovrà essere ricostruito.
Nel 1433 truppe da Perugia lo saccheggiano, per via della ospitalità offerta al condottiero Lizio Palagano.
Subisce poi altre devastazioni nel 1509 dai pontifici (durante la guerra del sale contro Paolo III) e nel 1643 dai toscani in guerra col papa Barberini (Urbano VIII).
Il paese nuovo è stato fondato a valle, lungo la strada per Montemelino.
Durante l'epoca Napoleonica appartenne al cantone rurale di Perugia, per poi tornare definitivamente a Corciano.

## Economia e manifestazioni
Dal 1920 esercita un frantoio che produce olio extravergine di oliva.
Altre attività sono: 2 allevamenti (di cui uno di chianina), aziende agricole, artigiani (falegnami, fabbri).
Inoltre, è presente una aviosuperficie e relativo hangar di sosta, al confine con Montemelino.
Si festeggiano il Carnevale Contadino e la Sagra del Bruschettone, con la Festa dei Rioni "Castello", "Stazione", "Torre", "Pantanella", che si svolge nell'ultima settimana di agosto.

## Monumenti e luoghi d'interesse
- Castello (1254), a pianta ellissoidale con la torre della rocca;
- Castello di Montiano (X secolo), con la torre;
- Villa Tiviana (Villa Plebs Tiviani);
- Chiesa di S. Giovanni Battista (XIV secolo), a 700 m dal castello, contiene tele e statue del '600/'700;
- Chiesa di S. Maria (1564), al di fuori delle mura.

## Sport
- Bocciodromo
- Campo da calcio a 7
- Pista polivalente